# سيليندريت
السيليندريت هو معدن من معادن أملاح السلفو يحوي في تركيبه فلزات الحديد والقصدير والإثمد والرصاص بحيث تكون لوحدته البلورية الصيغة الكيميائية Pb3Sn4FeSb2S14
يكون لبلورات ألوات غامقة تتراوح بين الأسود والرمادي، ولها شكل أسطواني ومن هنا أتت التسمية.
وصف هذا المعدن لأول مرة سنة 1893 وذلك في عينة مستخرحة من منجم في بوليفيا.